# Yungipicus moluccensis
El pico de la Sonda (Yungipicus moluccensis) es una especie de ave piciforme de la familia Picidae que habita en el sudeste asiático.

## Descripción
El pico crestipardo mide alrededor de 14 cm de largo. El plumaje de sus partes superiores es principalmente de color pardo con listado blanco, mientras que sus partes inferiores son principalmente blancas con veteado pardo. Su cabeza presenta un patrón con anchas listas pardas y blancas alternadas, siendo su frente, píleo, listas oculares y malares pardos y sus listas superciliares, bigoteras y garganta blancas. Su puntiagudo pico es pardo grisáceo como sus patas.

## Distribución y hábitat
A pesar de su nombre científico el pico crestipardo no se encuentra en las islas Molucas sino en las islas de la Sonda (Sumatra, Borneo, Java y la mayoría de las islas menores de la Sonda y algunas alrededor de las mayores) además de las costas del sur de la península malaya, distribuido por Indonesia, Malasia, Brunéi y Singapur.
Sus hábitats naturales son las selvas tropicales de regiones bajas y los manglares.